# Wong Shek Kau
Wong Shek Kau es un deportista hongkonés que compitió en tenis de mesa adaptado y atletismo adaptado. Ganó tres medallas en los Juegos Paralímpicos de Verano en los años 1976 y 1980.

## Palmarés internacional
| Juegos Paralímpicos | Juegos Paralímpicos   | Juegos Paralímpicos | Juegos Paralímpicos |
| Año                 | Lugar                 | Medalla             | Prueba              |
| ------------------- | --------------------- | ------------------- | ------------------- |
| 1976                | Toronto (Canadá)      | Medalla de plata    | Individual C        |
| 1980                | Arnhem (Países Bajos) | Medalla de bronce   | Equipo C            |

| Juegos Paralímpicos | Juegos Paralímpicos | Juegos Paralímpicos | Juegos Paralímpicos |
| Año                 | Lugar               | Medalla             | Prueba              |
| ------------------- | ------------------- | ------------------- | ------------------- |
| 1976                | Toronto (Canadá)    | Medalla de bronce   | Salto de altura C   |